# 縱貫線 (鐵路)
縱貫線，又稱縱貫鐵路(西部縱貫鐵路），是臺灣鐵路公司經營的鐵路幹線，為台灣第一條鐵路線，也是台鐵西部幹線的核心路線，1908年4月20日完工通車。

## 路線一覽
名義路線
- 縱貫線 (北段)：基隆 - 竹南
- 縱貫線 (海線)：竹南 - 追分－大肚溪南－彰化
- 縱貫線 (南段)：彰化 - 高雄

關聯路線
- 臺中線（山線）：竹南 - 成功 - 大肚溪南 - 彰化
- 成追線：成功 - 追分
- 甲后線（規劃中）：大甲 - 后里（列車與台中線、海岸線直通）

## 歷史
縱貫線起於基隆，迄於高雄，全線貫穿整個台灣西部走廊，不但將西部的各主要城鎮全部聯繫於一體，並促成了台灣第一次的空間革命。第二次則是1978年，基隆至高雄小港的中山高速公路全線通車。第三次是2007年，台北至高雄左營的台灣高速鐵路通車。
縱貫線的興建，始於清治時代末期。時任台灣巡撫劉銘傳完成基隆至台南的選線規劃，並開始興建。但因財政問題，續任的邵友濂暫停計畫，僅完成基隆－臺北（於1891年通車，起點位於基隆，經過獅球嶺隧道，終點為台北大稻埕車站。）、臺北－新竹兩線（於1893年通車，路線經過臺北橋、三重埔、新莊、龜崙嶺等地，至新竹。）
1895年，日本開始統治台灣之後，立即將縱貫鐵路的興建列為首要的施政計畫。於1899年分別由南北兩端同時興工，後藤新平成立台灣總督府鐵道部、並親自擔任部長，由鐵道技師長谷川謹介規劃縱貫鐵路，將清代舊線計畫進行九成以上的大幅度修正，外加南部的新建路段，長達兩百五十二哩的縱貫線鐵路終於在1908年於中部接軌，全線通車營運。為此，台灣總督府在同年10月24日，由日本皇室閑院宮載仁親王主持，於臺中公園內舉行「縱貫鐵道全通式」。
早期興建的縱貫線是從基隆、台北經由新竹、台中到達台南與高雄，不過因為中部路段大部分的路段皆穿越山區，火車在此路段無法以一般的速度行駛；而在日本於台灣的統治逐漸穩定、島內經濟逐漸發達後，此現象嚴重影響到南北的貨運運輸，之後更於1917年發生了「滯貨事件」。台灣總督府為了解決由此帶來的交通瓶頸，決定在竹南到彰化間沿著台中港等中部沿海地帶新築一條平行的新線，稱為「海線」（正式名稱為「海岸線」），並將海線的尾端分別連接至台中和彰化（其中連接至台中的路線，即是今日的成追線）；而原來的竹南經台中到彰化的路段則稱為「山線」（後來定名為「台中線」）。海線於1922年全線通車之後，竹南以北到彰化以南的累計里程也一度經由海線計算。
1945年，台灣進入中華民國時代後，因整體經濟與對外貿易快速發展，但是在台鐵當時的設施不足以應付日益成長的客貨運量之下，縱貫線於1970年代開始進行全線的電氣化工程，並於1979年7月1日全部完工。

## 路線編制
在台鐵正式的路線編制中，北段、海岸線、南段為正式的縱貫線，山線則另稱為「臺中線」。而台鐵內部部分官方資料中，並無「海岸線」、「海線」或「山線」等名稱，而諸如年度統計年報內，海線營業里程資訊亦納入縱貫線。但事實上，臺中線客運量遠大於海岸線，多數對號列車行駛山線，且目前竹南車站以北到彰化車站以南的計費里程累計也是經由臺中線，營業里程也在上次重測後統一。
另外，山線因為經過多次改線，目前已全線雙線（海線還尚未全面雙線化），且里程也比海線短，比經由海線還要快速。

## 未來發展
縱貫線在啟用之後，即成為台灣南北交通聯繫的大動脈之一，在中山高速公路於1970年代啟用之前，縱貫線更是台灣西部各城市間最重要的運輸路線。但在高速公路路網以及高鐵陸續完成，原為服務重心的中長程運輸功能受到衝擊之下，縱貫線已逐漸轉型為通勤鐵路，轉而服務西部各大都會區內的城際交通為主。
未來縱貫線將配合臺鐵捷運化計畫，與東、西部幹線統籌為北部、中部、南部三大營運區段，以強化台灣西部各大都會區的交通聯繫、並陸續新建支線以連絡高鐵。此外，中央政府及臺中市政府也有興建山線與海線間的聯絡線（甲線）的構想。